# Paul Belmondo

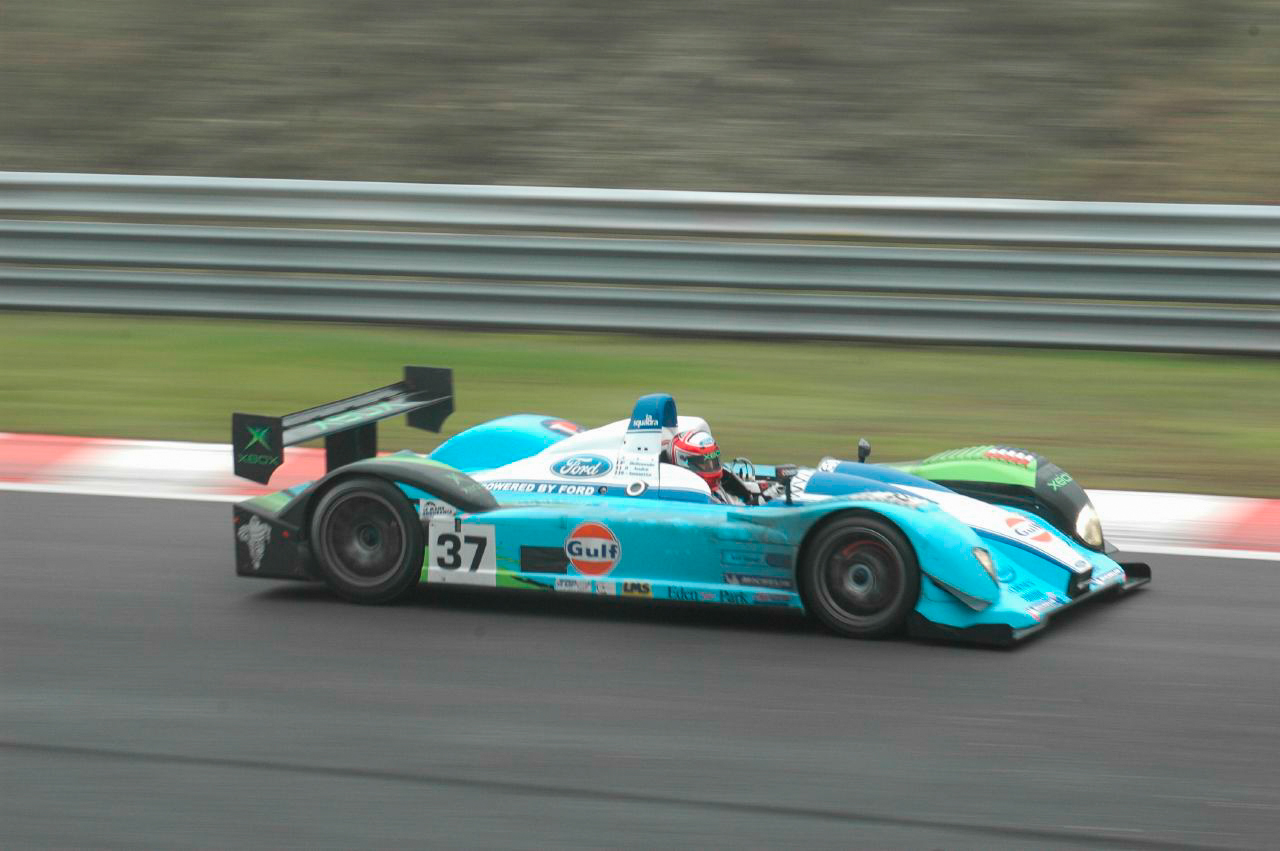
Paul Belmondo během závodu 1000 km Spa v roce 2005

Paul Belmondo (* 23. dubna 1963, Boulogne-Billancourt, Île-de-France) je bývalý francouzský automobilový závodník, účastník formule 1 v roce 1992 a 1994, herec a aktuálně i majitel závodního týmu Paul Belmondo Racing, syn herce Jeana-Paula Belmonda a vnuk sicilského sochaře Paula Belmonda.

## Kompletní výsledky ve F1
| Legenda k tabulce | Legenda k tabulce                                                                       |
| Barva             | Výsledek                                                                                |
| ----------------- | --------------------------------------------------------------------------------------- |
| Zlatá             | Vítěz                                                                                   |
| Stříbrná          | 2. místo                                                                                |
| Bronzová          | 3. místo                                                                                |
| Zelená            | Bodované umístění                                                                       |
| Modrá             | Nebodované umístění                                                                     |
| Modrá             | Dokončil neklasifikován (NC)                                                            |
| Fialová           | Odstoupil (Ret)                                                                         |
| Červená           | Nekvalifikoval se (DNQ)                                                                 |
| Červená           | Nepředkvalifikoval se (DNPQ)                                                            |
| Černá             | Diskvalifikován (DSQ)                                                                   |
| Bílá              | Nestartoval (DNS)                                                                       |
| Bílá              | Závod zrušen (C)                                                                        |
| Světle modrá      | Pouze trénoval (PO)                                                                     |
| Světle modrá      | Páteční testovací jezdec (TD)                                                           |
| Bez barvy         | Netrénoval (DNP)                                                                        |
| Bez barvy         | Vyřazen (EX)                                                                            |
| Bez barvy         | Nepřijel (DNA)                                                                          |
| Bez barvy         | Odvolal účast (WD)                                                                      |
| Bez barvy         | Nezúčastnil se (prázdné)                                                                |
| Označení          | Význam                                                                                  |
| Tučnost           | Pole position                                                                           |
| Kurzíva           | Nejrychlejší kolo                                                                       |
| †                 | Jezdec nedojel do cíle, ale byl klasifikován, protože odjel více než 90 % délky závodu. |
| ‡                 | Byl udělován poloviční počet bodů, protože bylo odjeto méně než 75 % délky závodu.      |
| Horní index       | Umístění bodujících jezdců ve sprintu                                                   |

| Rok  | Tým                | Šasi         | Motor     | 1       | 2       | 3       | 4       | 5       | 6       | 7       | 8       | 9       | 10      | 11      | 12      | 13      | 14      | 15      | 16      | Pořadí | Body |
| ---- | ------------------ | ------------ | --------- | ------- | ------- | ------- | ------- | ------- | ------- | ------- | ------- | ------- | ------- | ------- | ------- | ------- | ------- | ------- | ------- | ------ | ---- |
| 1992 | March              | March CG911  | Ilmor V10 | RSA DNQ | MEX DNQ | BRA DNQ | ESP 12  | SMR 13  | MON DNQ | CAN 14  | FRA DNQ | GBR DNQ | GER 13  | HUN 9   | BEL     | ITA     | POR     | JPN     | AUS     | -      | 0    |
| 1994 | Pacific Grand Prix | Pacific PR01 | Ilmor V10 | BRA DNQ | PAC DNQ | SMR DNQ | MON Ret | ESP Ret | CAN DNQ | FRA DNQ | GBR DNQ | GER DNQ | HUN DNQ | BEL DNQ | ITA DNQ | POR DNQ | EUR DNQ | JPN DNQ | AUS DNQ | -      | 0    |